# Perun

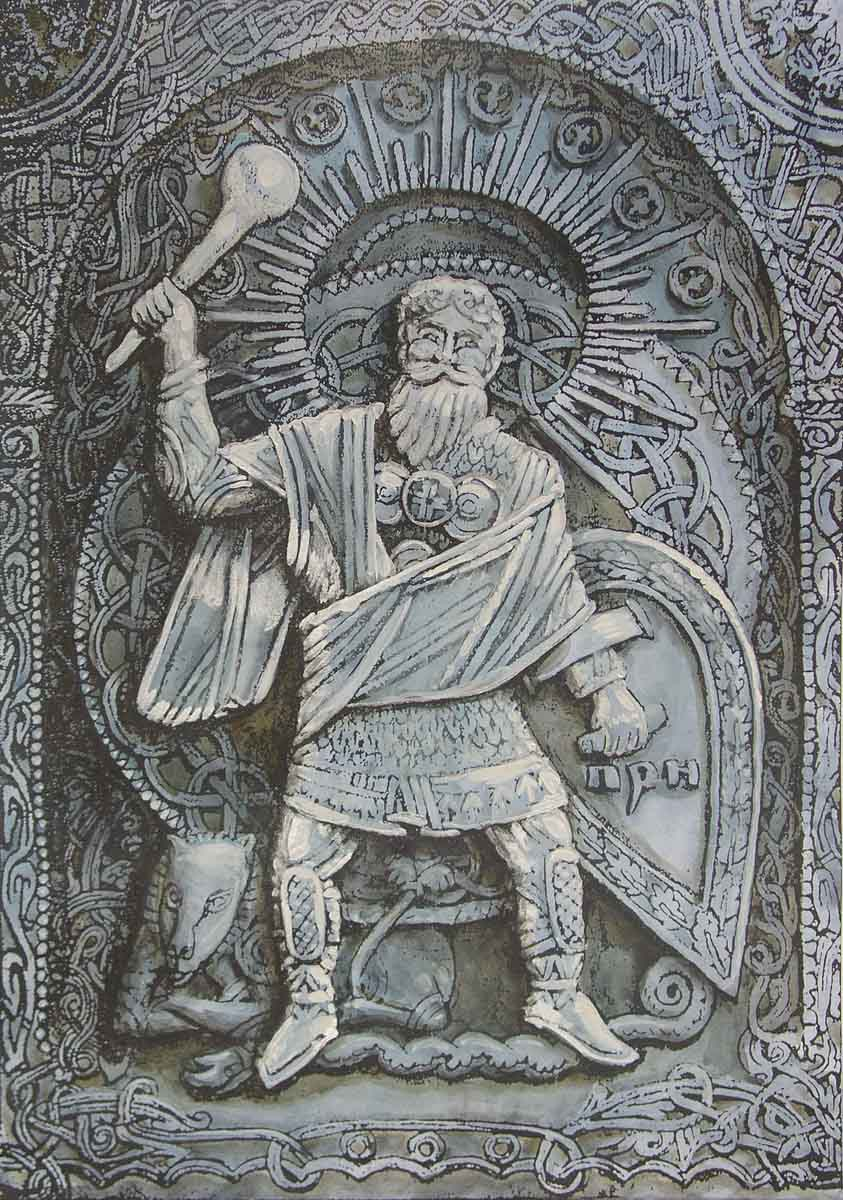
M. Presnyakov (1998), Perun.

Perun è la principale divinità dei pantheon slavo, esempio di divinità del tuono.

## Fonti
Nelle poche fonti primarie pervenute che descrivono le divinità slave, le menzioni a Perun sono le più frequenti.

Poiché la scrittura fu introdotta presso i popoli slavi solo dopo il contatto con i Greci e con i Romani, le più antiche testimonianze sono quelle di storici tardo-imperiali o bizantini, come Giordane e Procopio di Cesarea, entrambi del VI secolo. Nel suo De bello gothico quest'ultimo afferma, ad esempio, che: 
(Procopio di Cesarea, De bello gothico)
La Cronaca degli anni passati riporta che quando Vladimir I entrò nel 980 a Kiev, eresse su un'altura un simulacro del dio scolpito in legno con la testa d'argento e i baffi d'oro.
La Chronica Slavorum di Helmold di Bosau fa indirettamente riferimento a Perun nel descrivere la cristianizzazione delle tribù slave.

## Etimologia
In diversi linguaggi slavi "fulmine" o "lampo" sono espressi o riconducibili al termine perun (dall'ucraino perun al polacco piorun e al lituano perkūnas). Derivante dal protoindoeuropeo *perkwu, che originalmente significava probabilmente "quercia", nel proto-slavo si evolse in "colpire", "uccidere", "percuotere", mentre il proto-germanico *Þunraz (Þórr) deriva dalla radice *(s)tene-, ossia "tuono".

## Descrizione
Come riassume Aleksander Brükner a inizio del XX secolo nel citare Lubor Niederle:
(Aleksander Brükner, Mitologia slava, p.58)
Era inoltre riconosciuto come dio della guerra, e come tale era chiamato da alcune popolazioni con i nomi di Lad e Rugiavad, compagno di Yagabada. La Cronaca degli anni passati nomina Mokoš quale sua consorte; un altro suo possibile nome era Perunik. Con i suoi fulmini colpiva sempre i malvagi.
La somiglianza di Perun con Perkūnas (dio appartenente al pantheon lituano-baltico) mostra la stretta affinità tra i due e la comune origine presso le tribù balto-slave. Nella religione greca e romana questo dio è riconducibile a Zeus e a Giove, mentre in quella vedica a Indra.

## Culto
Come Thor aveva come albero sacro la quercia. Ai piedi di alcune di queste, le più grandi e vecchie, situate solitamente in cima ad una collina, si trovavano aree sacre adibite alle preghiere e ai sacrifici: tori, arieti, uccelli ed anche uomini venivano sacrificati al dio. Alessandro Guagnini nel XVII secolo accenna a favole sul fuoco perpetuo di legno di quercia che si sarebbe tenuto acceso in suo onore a Novgorod.
Come dio del fulmine e del tuono, a lui vengono attribuite le folgoriti e le belemniti ed anche gli utensili di pietra di epoca preistorica, che in tutte le regioni di cultura slava vengono appunto chiamate pietre di Perun o pietre del fulmine. Le pietre di Perun proteggevano dalla sfortuna, dai malefici, dalle disgrazie e dai fulmini stessi.
Altri suoi possibili simboli sono la montagna, il firmamento, il cavallo e il carro.